# Mimocalothyrza
Mimocalothyrza är ett släkte av skalbaggar. Mimocalothyrza ingår i familjen långhorningar.
Kladogram enligt Catalogue of Life:
| Mimocalothyrza | \| \| Mimocalothyrza bottegi \| \| \| \| \| \| Mimocalothyrza speyeri \| \| \| \| |
|                | \| \| Mimocalothyrza bottegi \| \| \| \| \| \| Mimocalothyrza speyeri \| \| \| \| |
|                | Mimocalothyrza bottegi                                                            |
|                |                                                                                   |
|                | Mimocalothyrza speyeri                                                            |
|                |                                                                                   |